# Almazul

Umístění obce v provincii Soria

Almazul je obec ve Španělsku. Leží v provincii Soria v autonomním společenství Kastilie a León. Nejstarší stopy osídlení v této oblasti pocházejí z 1. a 2. století.
Mezi místní pamětihodnosti patří:
- La Torre Algarbe (Algarvská věž) – ruiny hlídkové věže asi kilometr na jih od Almazulu
- Farní kostel Panny Marie Bílé – gotický kostel z konce 17. století, zasvěcen patronce obce
- Kostel sv. Petra
- Nemocnice – založena 1702, v provozu do roku 1869